# Haplothrips xanthocrepis
Haplothrips xanthocrepis är en insektsart som beskrevs av Ian A. Hood 1940. Haplothrips xanthocrepis ingår i släktet Haplothrips och familjen rörtripsar. Inga underarter finns listade i Catalogue of Life.